# العلاقات الساموية اللاوسية
العلاقات الساموية اللاوسية هي العلاقات الثنائية التي تجمع بين ساموا ولاوس.

## مقارنة بين البلدين
هذه مقارنة عامة ومرجعية للدولتين:
| وجه المقارنة                                              | ساموا                        | لاوس        |
| --------------------------------------------------------- | ---------------------------- | ----------- |
| المساحة (كم2)                                             | 2.84 ألف                     | 236.80 ألف  |
| عدد السكان (نسمة)                                         | 196.44 ألف                   | 6.86 مليون  |
| الكثافة السكانية (ن./كم²)                                 | 69.17                        | 28.97       |
| العاصمة                                                   | أبيا                         | فيينتيان    |
| اللغة الرسمية                                             | لغة إنجليزية، اللغة الساموية | اللغة اللاو |
| العملة                                                    | تالا ساموي                   | كيب لاوي    |
| الناتج المحلي الإجمالي (بليون دولار)                      | 856.63 مليون                 | 16.85 مليار |
| الناتج المحلي الإجمالي (تعادل القوة الشرائية) بليون دولار | 1.15 مليار                   | 38.71 مليار |
| الناتج المحلي الإجمالي الاسمي للفرد دولار أمريكي          | 3.94 ألف                     | 1.82 ألف    |
| الناتج المحلي الإجمالي للفرد دولار أمريكي                 | 5.79 ألف                     |             |
| مؤشر التنمية البشرية                                      | 0.702                        | 0.575       |
| رمز المكالمات الدولي                                      | +685                         | +856        |
| رمز الإنترنت                                              | .ws                          | .la         |
| المنطقة الزمنية                                           | ت ع م+13:00                  | ت ع م+07:00 |

## منظمات دولية مشتركة
يشترك البلدان في عضوية مجموعة من المنظمات الدولية، منها:
| علم المنظمة | اسم المنظمة                        | تاريخ انضمام ساموا | تاريخ انضمام لاوس |
| ----------- | ---------------------------------- | ------------------ | ----------------- |
|             | بنك التنمية الآسيوي                | 1966               | 1966              |
|             | مؤسسة التنمية الدولية              | 28 يونيو 1974      | 28 أكتوبر 1963    |
|             | يونسكو                             | 3 أبريل 1981       | 9 يوليو 1951      |
|             | وكالة ضمان الاستثمار متعدد الأطراف | 27 سبتمبر 2002     | 5 أبريل 2000      |
|             | الأمم المتحدة                      | 15 ديسمبر 1976     | 14 ديسمبر 1955    |
|             | البنك الدولي للإنشاء والتعمير      | 28 يونيو 1974      | 5 يوليو 1961      |
|             | منظمة حظر الأسلحة الكيميائية       | ?                  | ?                 |
|             | مؤسسة التمويل الدولية              | 28 يونيو 1974      | 29 يناير 1992     |
|             | منظمة الشرطة الجنائية الدولية      | ?                  | ?                 |

## وصلات خارجية
- موقع وزارة الخارجية اللاوسية